# 90 Day Fiancé

90 Day Fiancé est une émission de télévision documentaire / télé-réalité américaine diffusée depuis le 12 janvier 2014 sur TLC.

## Concept de l'émission
L'émission suit les couples qui ont demandé ou reçu un visa K-1 (en) (disponible uniquement pour les fiancés étrangers de citoyens américains) et ont donc 90 jours pour se marier. 
Le visa K-1 a pour but de donner au couple le temps de prendre les dispositions nécessaires pour organiser la cérémonie de mariage. Le visa n'est pas destiné à donner au couple le temps « de décider SI » ils se marieront ou non. 
Chaque couple a déjà signé un ou plusieurs documents attestant qu'il a promis de se marier et a fourni le ou les documents signés aux services d'immigration américains pour obtenir le visa K-1.
L'émission a été renouvelée pour sa septième saison. 

## Spin-offs de l'émission
- 90 Day Fiancé: Happily Ever After, qui documente les hauts et les bas des anciens couples de 90 Day Fiancé après leur mariage;
- 90 Day Fiancé: Before the 90 Days, qui suit les couples qui se sont rencontrés en ligne, mais n'ont pas encore commencé le processus de visa K-1;
- 90 Day Fiancé: What Now?, qui garde le contact avec les anciens couples de 90 Day Fiancé;
- 90 Day Fiancé: The Other Way, une série dédiée aux couples où le partenaire américain ou la partenaire américaine s'installe définitivement dans le pays d'origine de son partenaire au lieu du partenaire étranger;
- 90 Day Fiancé: Pillow Talk, une émission de réaction mettant en avant un certain nombre de participant(e)s des saisons précédentes qui réagissent à un épisode de 90 Day Fiancé: Happily Ever After;
- The Family Chantel axé sur la relation entre les participants de la saison 4 de 90 Day Fiancé, Pedro et Chantel, et leur famille proche ;
- 90 Day Fiancé : Self-Quarantined, qui suit la vie des couples de fiancés de 90 jours précédents lors de l'épidémie de COVID-19 en 2020.
- Darcey & Stacey : mettant en scène les vraies jumelles Stacey et Darcey Silva, a été créé le 16 août 2020, Darcy est apparu dans la saison 1 de la série 90 Day Fiancé. Au cours de la saison, Stacy épouse Florian lors d'un mariage secret. La série dérivée a été renouvelée et la saison 2 a été diffusée le 19 juillet 2021.